# Josef Nadler
Josef Nadler, född 23 maj 1884, död 14 januari 1963, var en österrikisk litteraturhistoriker som under den nationalsocialistiska perioden blev känd som huvudpersonen inom en "ny nationalsocialistisk poesi".

## Biografi
Nadler deltog i jesuitseminariet i Mariaschein och gick sedan på gymnasiest i Bohemian-Leipa där han tog examen 1904. Därefter studerade han tyska vid Karl-Ferdinands-universitetet i Prag, samtidigt som han studerade klassisk filologi under Carl von Kraus, Adolf Hauffen och August Sauer. För den senare doktorerade han 1908 med ett arbete om Eichendorffs poesi.
Nadler blev professor 1911 i Fribourg, publicerade första delen i av sin populärvetenskapliga litteraturhistoria 1912, blev professor i Königsberg 1925 och i Wien 1931. Som litteraturhistoriker tillämpade han ett regionalistiskt betraktelsesätt, med starkt betoning av landskapets och rasens roll. Efter tyska rikets annekteringen av Österrike döpte Nadler om, och reviderade sin litteraturhistoria, som tidigare hade publicerats i tre upplagor. I den nya fjärde upplagan av det tyska folkets litteraturhistoria (Berlin, 1938-1941) är antisemitismen slående och Nadler menade att judendomen var en fara.
Den 13 juni 1938 ansökte Nadler om medlemskap i NSDAP. Tillsammans med Adolf Bartels, Heinz Kindermann, Franz Koch, Hellmuth Langenbucher, Walther Linden, Arno Mulot och Hans Naumann var Nadler en av de ledande litteraturforskarna inom "Tredje riket". På grund av sina aktiviteter under nazisttiden avsattes Nadler 1945 och gick i pension 1947. Efter detta blev Nadler en ledande gestalt inom det nya tyska nationalistlägret i Österrike.
Bland Nadlers skrifter märks Entwicklungsgeschichte des deutschen Schrifttums (1914), Die Berliner Romantik (1921), Der geistige Aufbau der deutschen Schweiz (1924), Die deutschen Stämme (1925), Literaturgeschichte der deutschen Stämme und Landschaften (4 band, 1912-28, 3:e upplagan 1929-32). Nadlers huvudarbete var Literaturgeschichte der deutschen Schweiz (1932).